# Nighthawks
Nighthawks, literalment Falcons de la nit, és un quadre del pintor nord-americà Edward Hopper realitzat el 1942. És l'obra més famosa de Hopper, una de les icones de la cultura nord-americana contemporània i un dels quadres més parodiats de la història. Actualment es troba en la col·lecció de l'Institut d'Art de Chicago.

## Descripció
Representa a quatre persones assegudes en un diner urbà a la nit. "Nighthawk" pot referir-se al terme "night owl" (mussol de la nit), usat per descriure a algú que trasnuita. L'escena es va inspirar en un dinner (ja derrocat) en el Greenwich Village, el barri natal de Hopper a Manhattan. Va començar a pintar-ho just després de l'atac de Pearl Harbor, quan se sentia gran descoratjament i preocupació en tot el país, la qual cosa es reflecteix en el quadre. El carrer està buit i dins del local els tres clients romanen abstrets, sense parlar ni mirar a ningú. Els dos del fons formen una parella, i un tercer està assegut amb la seva esquena cap a l'observador. Els nassos de la parella s'assemblen a becs, potser una referència al títol. L'únic cambrer del bar sembla estar mirant cap a fora, sense fer cas als clients; tampoc se li pot apreciar la seva edat.
La cantonada del bar és corbada; el cristall corbat connecta les grans superfícies de cristall a cada costat. S'entén que fa bon temps: no es veu cap abric, i la brusa de la dona té les mànigues curtes. A l'altre costat del carrer es veuen finestres obertes en el primer pis. La llum del restaurant il·lumina el carrer i també un dels aparadors.
Aquesta visió de la vida urbana moderna com a buida o sola és un tema comú en l'obra de Hopper. Es pot veure que no hi ha forma de sortir de darrere de la barra; aquesta forma un triangle que atrapa al cambrer. També es pot notar que no hi ha cap porta que dona cap a fora, la qual cosa continua la idea d'estar atrapat o confinat. Hopper va negar haver intentat comunicar això amb el quadre, però va admetre que «inconscientment, probablement, estava pintant la solitud d'una gran ciutat». Les llums fluorescents acabaven d'inventar-se quan es va pintar el quadre, i pot ser que aquestes contribueixin al fet que el diner tingui una llum tan estranya en aquest ambient tan fosc. Finalment, es veu un cartell per a purs Phillies per sobre del diner.

## Influència posterior

### Quadres i escultura
Molts artistes han produït obres que fan referència o responen a Nighthawks. Un primer exemple és The Diner (1964-66) de George Segal, fet de parts d'un restaurant real amb figures agregades, semblant-se a Nighthawks en la seva solitud i alienació. Roger Brown va incloure una vista a un cafè de la cantonada en el seu quadre Boda puertorriqueña (1969), una escena estilitzada d'un carrer a la nit. Hopper va influir els fotorrealistas dels 1960 i 1970, com a Ralph Goings, qui va evocar Nighthawks en molts quadres de restaurants. Un altre fotorrealista, Richard Estes, va pintar una tenda en Flors de la Gent (1971), però durant el dia, amb l'aparador reflectint el carrer i el cel.
Obres més directament inspirades en Nighthawks van començar a veure's més en els 1970. Potser la més coneguda és Boulevard of Broken Dreams (El bulevard dels somnis trencats) (1987) de Gottfried Helnwein, que reemplaça als clients pels icones de la cultura pop nord-americana: Humphrey Bogart, Marilyn Monroe, i James Dean, i al cambrer per Elvis Presley. Segons Gail Levin, historiador de Hopper, Helnwein va connectar el sentiment trist de Nighthawks amb el cinema nord-americà dels 1950 i amb la «destinació tràgica dels famosos més estimats d'aquella època». Greenwich Avenue (1986), una de diverses versions de Nighthawks pintades per Mark Kostabi, augmenta l'escala del quadre i usa colors violents elèctrics; les figures humanes són vermelles i sense cares. Nighthawks Revisited, una paròdia del 1980 de Red Grooms, omple l'escena del carrer amb vianants, gats, i escombraries, mentre una obra per l'artista britànic Banksy agrega a un home amb boxers de la Union Jack que acaba de tirar una cadira contra l'aparador.

### Cinema
A Hopper li encantava anar al cinema, i els crítics han notat la relació dels seus quadres amb fotogrames de pel·lícules. Moltes pel·lícules de gánsters dels anys 30, com Scarface, el terror del hampa (1932) i Hampa daurada, tenen una connexió que es veu a la roba dels clients de Nighthawks. Nighthawks, i altres obres, com Night Shadows (1921) també anticipen el look de film noir, en el desenvolupament del qual Hopper potser va influir.
Hopper va influir en la pel·lícula musical Diners caiguts del cel (1981), en la qual el director Ken Adams va recrear Nighthawks com a plató. El director alemany Wim Wenders va recrear Nighthawks com a plató per la peli-dins-de-una-peli en El final de la violència (1997). Wenders ha suggerit que el motiu que l'obra de Hopper agradi tant als cineastes és perquè «sempre saps on està la càmera»". En Glengarry Glen Ross (1992), dos personatges visiten un cafè que s'assembla molt al diner de Nighthawks en una escena que demostra la seva solitud i profunda tristesa. Hard Candy (2005), l'estil visual del qual sugereix un quadre de Hopper, reconeix el seu deute a l'obra posant una escena en el "Nighthawks Diner", on un personatge compra una samarreta amb Nighthawks imprès. Nighthawks també va influir el look "futur noir" del film Blade Runner. El director Ridley Scott va dir: «Estava constantment ensenyant una reproducció d'aquest quadre als nassos de l'equip de producció per demostrar-los el look i feeling que buscava».
El director surrealista de pel·lícules de terror Dario Argento va recrear el diner i els seus clients com a part del plató de la seva pel·lícula Profondo Rosso del 1976.

### Literatura
Varios escritores han explorado cómo los clientes de Nighthawks llegaron a acabar la noche en ese diner, o lo que les pasaría a continuación. El poema Nighthawks: después del cuadro de Edward Hopper, de Wolf Wondratschek, el poeta imagina que la pareja sentada al fonde del diner es un matrimonio separado: «Apuesto a que ella le escribió una carta / Dijera lo que dijese, él ya no es el hombre / que volvería a leer las cartas de ella». Joyce Carol Oates escribió monólogos interiores para las figuras del cuadro en su poema "Edward Hopper's Nighthawks, 1942". Un número especial de Der Spiegel incluyó cinco dramatizaciones breves que construyen cinco tramas basados en el cuadro; uno, escrito por el guionista Christof Schlingensief, cambió la escena a una masacre con sierra de motor.
L'àlbum Nighthawks at the Diner (1975) de Tom Waits conté lletres inspirades en Nighthawks. La foto de l'àlbum és de Waits en un diner.